# Triptofano 2,3-diossigenasi
La triptofano 2,3-diossigenasi è un enzima appartenente alla classe delle ossidoreduttasi, che catalizza la seguente reazione:
L-triptofano + O2 ⇄ N-formil-L-chinurenina
L'enzima è una protoemoproteina. Nei mammiferi, l'enzima sembra essere localizzato solo nel fegato. Questo enzima, insieme alla indoloammina 2,3-diossigenasi numero EC 1.13.11.52, catalizza la prima tappa velocità-limitante nel pathway della chinurenina, il maggiore pathway del metabolismo del triptofano. L'enzima è specifico per il triptofano, ma è più attivo con l'enantiomero L-triptofano piuttosto che con il D-triptofano. L'enzima svolge una reazione identica alla indoloammina-pirrolo 2,3-diossigenasi (numero EC 1.13.11.42).